# Liquid Soul
Liquid Soul (* 23. Juni 1979; bürgerlich Nicola Capobianco) ist ein Schweizer DJ und Produzent, dessen Musik sich hauptsächlich dem Genre Psytrance zuordnen lässt. Nebst seinem Hauptprojekt "Liquid Soul" hat Nicola Capobianco weitere musikalische Projekte: Liquid Ace (mit Ace Ventura (DJ)), Liquid Hook (mit Captain Hook), Earsugar (mit Human Element) und nicht zuletzt sein Soloprojekt, besser bekannt als Sleek.

## Biografie
Bereits in seiner frühen Kindheit entdeckte Capobianco seine Faszination für elektronische Musik. Im Jahr 1993 begann er zunächst Progressive Trance zu spielen. Nach einigen Jahren Erfahrung als DJ entschied Capobianco sich im Jahr 2001 zur Schaffung eines neuen Musikprojektes, Liquid Soul. Fünf Jahre später gründete er sein eigenes Label Mikrokosmos Records. Das erste Album, Synthetic Vibes, erschien im Jahr 2006. Die bisher grösste Auszeichnung von Liquid Soul war 2010 die Vergabe des Preises als bester Beatport-Künstler des Jahres.
Liquid Soul spielt auf grossen internationalen Bühnen wie zum Beispiel Boom Festival, O.Z.O.R.A. Festival, Tomorrowland, Ministry of Sound, A State Of Trance, Dreamstate, Indian Spirit, Luminosity Beach Festival oder Airbeat One.

## Auszeichnungen
- 2009 Beatport Award für den besten Psytrancetrack
- 2010 Bester Beatport-Künstler
- 2010 DJ Awards in Psytrance-Kategorien[4]

## Diskografie

### Alben
| Jahr | Titel           | Label         |
| ---- | --------------- | ------------- |
| 2006 | Synthetic Vibes | Iboga Records |
| 2008 | Love in Stereo  | Iboga Records |
| 2009 | Cocktails       | Iboga Records |
| 2013 | Revolution      | Iboga Records |

weitere Alben
- 2010: Devotion (Joof Recordings)

### Singles und EPs
| Jahr | Titel                                      | Label                |
| ---- | ------------------------------------------ | -------------------- |
| 2003 | Acid Rain/Time Warp                        | Interzone Records    |
| 2005 | Go Reality/Why                             | Iboga Records        |
| 2006 | I Get a Rush                               | Iboga Records        |
| 2007 | Freeway Single                             | Iboga Records        |
| 2008 | Love in Stereo                             | Iboga Records        |
| 2008 | Global Illumination                        | Iboga Records        |
| 2009 | Liquid Soul EP                             | Iboga Records        |
| 2010 | Reinkarnation                              | Plusquam Records     |
| 2011 | Hypnotic Energy                            | Plusquam Records     |
| 2011 | Perfect Day Remixed                        | Further Progressions |
| 2013 | Have You Ever/Nirvana                      | Perfecto Fluoro      |
| 2014 | Faith                                      | Iboga Records        |
| 2014 | We Come in Peace                           | Iboga Records        |
| 2014 | Liquid Dream                               | Iboga Records        |
| 2015 | The Future (zusammen mit Zyrus 7)          | Perfecto Fluoro      |
| 2015 | Science-Fiction                            | Iboga Records        |
| 2016 | Cherub (zusammen mit Neodyne)              | Iboga Records        |
| 2016 | The Journey (zusammen mit Alex M.O.R.P.H.) | Universal Nation     |